# Direktfärbeverfahren
Das Direktfärbeverfahren bezeichnet eine Färbemethode, bei der die verwendeten wasserlöslichen Farbstoffe durch zwischenmolekulare Kräfte ohne Zugabe weiterer Chemikalien direkt auf dem Färbegut haften. Besonders geeignet für dieses Verfahren sind Wolle und Seide, da beide funktionelle Gruppen besitzen, die mit entsprechenden Gruppen der Farbstoffe reagieren. Hier lässt sich nach Art der Bindung unterscheiden:
- Bei der substantiven Färbung ziehen die Farbstoffmoleküle durch zwischenmolekulare Dipol- oder Van-der-Waals-Kräfte oder durch Wasserstoffbrückenbindungen auf der Faser auf. Sie haften damit an der Oberfläche oder bilden Aggregate in submikroskopischen Hohlräumen natürlicher oder synthetischer Cellulosefasern wie Baumwolle oder Viskose, aber auch von Wolle. Die Bindung dieser relativ großen Farbstoffmoleküle an der Faser ist nicht sehr stark, so dass die Färbung nur mäßig waschfest ist. Wichtige Farbstoffe für dieses Verfahren sind Polyazofarbstoffe mit einer oder mehrerer Sulfogruppen (z. B. Kongorot). Der erste Direktfarbstoff war 1883 Kongorot, erfunden von Paul Böttiger.

- Bei der Direktfärbung im engeren Sinne werden farbige Anionen aus sauren (anionischen) Farbstoffen durch elektrostatische Ionenkräfte an die Faser gebunden. Die Bindung erfolgt über eine Salzbindung, bei der freie Aminogruppen der Wolle oder der Seide mit den Säurefarbstoffen (mit einer oder mehrerer Sulfogruppen) eine Verbindung eingehen. Zu den Säurefarbstoffen zählen vor allem verschiedene Azo-, Anthrachinon- und in geringerem Umfang auch Azinfarbstoffe (z. B. Acidol, Isolan oder Nigrosin). Auf Leder reagieren die basischen Hautsubstanzen mit den Sulfogruppen der Säurefarbstoffe und bilden lichtechte Salze. Bei kationischen (basischen) Farbstoffen werden die enthaltenen Aminogruppen durch freie Carboxylation gebunden (z. B. Mauvein). Zwar ergeben kationische Farbstoffe auf natürlichen Fasern nur mäßig waschechte Farben, doch auf Polyacrylnitrilfaser lassen sich brillante, höchst lichtechte Farben erzielen.